# Osmund (biskup)
Osmund, nrm. Osmond, la. Osmundus (zm. 4 grudnia 1099) – normański hrabia Sées, Lord kanclerz, biskup i święty Kościoła katolickiego.

## Życiorys
Osmund z pochodzenie był normańczykiem, niektóre źródła podają, iż był synem hrabiego Henryka Sées i Izabeli, przyrodniej siostry króla Wilhelma Zdobywcy. Towarzyszył Wilhelmowi podczas podboju Anglii i został przez niego uczyniony lordem kanclerzem Anglii około roku 1070, był zaangażowany w wiele działań jako kanclerz m.in. jeden z kompilatorów Domesday Book. Niektóre źródła podają, że został kreowany księciem Dorset, ale nie używał tego tytułu. W 1078 roku został wybrany przez Wilhelma i zatwierdzony na stanowisko biskup Salisbury przez papieża Grzegorza VII po śmierci poprzedniego biskupa Hermana. Został biskupem niedawno zreorganizowanej diecezji obejmującej hrabstwa: Dorset, Wiltshire i Berkshire. Nowa diecezja powstała podczas synodu londyńskiego z 1075 roku z połączenia diecezji Sherborne i Ramsbury. Nowa stolica biskupia została opisana przez Williama z Malmesbury jako twierdza, a nie jako miasto. Umiejscowione na wysokim wzgórzu, otoczone solidnym murem. Piotr z Blois opisuje zamek i kościół „arka przymierza zamknięta w świątyni Baala”. Biskup uważany jest za jednego z wychowawców króla Henryka I Beauclerca w 1080–1086. Uczestniczył w zgromadzeniu Witenagemot z 1086 które zatwierdziło Domesday Book i przyjęło przysięgę wierności feudałów wobec władcy. Osmund zmarł w nocy 3 grudnia 1099. Jego następcą po 8 latach wakatu został Roger z Salisbury protegowany króla Henryka I. Został pochowany w Old Sarum, został ponownie pochowany w Salisbury 23 lipca 1457 roku w kaplica Matki Boskiej. Miejsce pochówku zostało zniszczone przez króla Henryka VIII. Płyta nagrobna świętego znajdowała się w różnych miejscach katedry: w 1644 w centrum kaplicy Matki Boskiej, obecnie znajduje się w części najbardziej wysuniętej na wschód.
Był fundatorem kapituły katedralnej kanoników regularnych i szkołę dla duchownych. Zbierał rękopisy dla biblioteki katedralnej; był kopistą i introligatorem. Kanonizowany w 1457 przez papieża Kaliksta III.